# 白石晴香のぽかぽかたいむ
『白石晴香のぽかぽかたいむ』（しらいしはるかのぽかぽかたいむ）は、2020年10月4日から2025年3月30日まで超!A&G+にて配信され、2025年4月7日から文化放送地上波で放送されているラジオ番組である。パーソナリティは声優の白石晴香。

## 概要
白石晴香が仕事に関する話題や、好きなものやこと、気になることなどをマイペースに話すラジオ番組で、リスナーと共に「ぽかぽか」と暖かな時間が過ごせるような番組を目指していく。
リスナーを「ルナーズ」と称している。
番組開始から2025年3月30日までは超!A&G+で配信されていたが、超!A&G+のサービス終了に伴い、2025年4月7日からは文化放送地上波での放送に移行した。

## 放送・配信時間
文化放送（地上波）
月曜 0:00 - 0:30（日曜深夜）（2025年4月7日 - ）
超!A&G+
本配信
日曜 20:30 - 21:00（2020年10月4日 - 2025年3月30日）
リピート配信
土曜 11:30 - 12:00（2020年10月10日 - 2023年4月1日）
月曜 07:00 - 07:30（2021年1月11日 - 2023年3月27日）
火曜 16:30 - 17:00（2023年4月4日 - 2025年3月26日）
土曜 14:00 - 14:30（2023年4月8日 - 2025年3月29日）
アーカイブ
PodcastQR、Spotify、Amazon Musicにて毎週月曜更新
2024年3月まではGoogle ポッドキャスト（サービス終了）でも毎週月曜更新

## コーナー
ルナーズ掲示板
リスナーが白石に聞いてみたい意見や話してほしいテーマ、リスナーの近況報告など、番組冒頭で紹介するお便りを募集する。
どうする?どうなる?なりきりチャレンジ
白石に演じてほしいキャラクター案を募集する。以前のコーナー名は「ルナーズさんに届け!なりきりエール」であり、白石に言ってほしいセリフや応援メッセージも募集していた。
白石さんはどっち?究極の2択!
AかBの2択の質問を募集する。
ぽかぽかマンスリーテーマ
月ごとにテーマを設け、お便りを募集する。
たすけて!晴香ちゃん!
日常のちょっとした悩みや白石に背中を押してほしいことを募集し、それを白石が「はるパンチ」で吹き飛ばす。以前のコーナー名は「おなやみ聞きます」であり、4つのテーマで悩みを募集していた。
明日をたのしくする雑学
リスナーの地元や在住する地域に関する雑学や豆知識を募集する。

### 過去のコーナー
白石晴香はどんなひと?
リスナーの中の白石のイメージを募集する。
短い質問
Twitterの1ツイートのような短い質問を募集する。